# Лемазинский сельсовет
Лемазинский сельсовет — муниципальное образование в Дуванском районе Башкортостана.
Согласно «Закону о границах, статусе и административных центрах муниципальных образований в Республике Башкортостан» имеет статус сельского поселения.
Административный центр — село Лемазы. Адрес администрации: 452538, Республика Башкортостан, Дуванский район, с. Лемазы,  Молодёжная ул., д. 27

## Население
| 2002 | 2010 | 2012 | 2013 | 2014 | 2015 | 2016 |
| ---- | ---- | ---- | ---- | ---- | ---- | ---- |
| 487  | ↗531 | ↘515 | ↘504 | ↘497 | ↗501 | ↘500 |
| 2017 |      |      |      |      |      |      |
| ↘498 |      |      |      |      |      |      |

## Населённые пункты
- с. Лемазы,
- д. Трапезниковка.